# Vasopressor
Als Vasopressor, Vasokonstriktor oder Vasokonstringens, auch Vasokonstriktanzium, wird ein Wirkstoff bezeichnet, der über eine Verengung der Blutgefäße (Vasokonstriktion) den Blutdruck erhöht. Die beeinflussten Nerven sind die Vasomotoren. Sie werden eingesetzt bei kardiogenem Schock oder myokardialem Pumpversagen (Low Output Syndrome).

## Wirkungsmechanismus und Vertreter
Der Wirkmechanismus der Vasopressoren liegt in der Aktivierung der α1-Adrenozeptoren. Diesen Effekt haben Noradrenalin, Phenylephrin, Vasopressin und Adrenalin. Letzteres hat zusätzlich einen Effekt auf Beta-Adrenozeptoren, weshalb es eines der wichtigsten Arzneistoffe in Notfallsituationen ist. In höheren Dosen hat auch Dopamin vor allem einen vasokonstriktorischen Effekt.

## Einsatzgebiete
Vasopressoren werden eingesetzt, wenn es trotz der Infusion von Flüssigkeiten zu einem Blutdruckabfall und damit zu einem drohenden Schock kommt. Die Surviving Sepsis Campaign Guidelines empfehlen nach Flüssigkeitsgabe im septischen Schock zunächst den Einsatz von Noradrenalin. Reicht dessen Wirkung nicht aus, werden Vasopressin und eventuell Angiotensin II eingesetzt. Adrenalin kommt erst zum Einsatz, wenn diese Wirkstoffe nicht den gewünschten Blutdruckanstieg erzielen. Dopamin wird wegen erhöhter Mortalität und potentieller Herzrhythmusstörungen nicht mehr verwendet. Die Sicherheit von Angiotensin II ist noch nicht ausreichend erforscht. Für neuere Vasopressoren wie Selepressin konnte in der SEPSIS-ACT-Studie keine verbesserte Wirkung nachgewiesen werden.
Es gibt keine exakten Kriterien, wann mit einer Vasopressorenbehandlung begonnen werden sollte. Ein zu später Einsatz erfordert meist eine längere Anwendungszeit. Der diastolische arterielle Blutdruck und der diastolische Schock-Index (Quotient aus diastolischem Blutdruck und Herzfrequenz) sind geeignete Anhaltspunkte (siehe auch Schockindex). In der CENSER-Studie führte der Einsatz innerhalb von 1,5 Stunden zu besseren Resultaten als der nach drei Stunden. Die Gabe von Vasopressin ist von der bereits verabreichten Noradrenalin-Dosis und den Laktatkonzentrationen abhängig, mit Vasopressin sollte begonnen werden, wenn die erforderlich Noradrenalin-Dosis 0,1–0,2 µg/kg/min übersteigt.

## Gegenwort
Das Gegenwort lautet Vasodepressor, Vasodilatator oder Vasorelaxator. Diese senken den Gefäßtonus, erweitern die Blutgefäße und senken so den Blutdruck. Vasopressoren und Vasodepressoren sind vasoaktive Substanzen.

## Geschichte
Die erste Anwendung eines Vasopressors erfolgte 1953. Damals setzten W. R. Livezey und Don W. Chapman Noradrenalin bei 22 Schockpatienten ein und stellten fest, dass sich der Blutdruck verbesserte.